# Rick de Leeuw
Rick de Leeuw (Haarlem, 10 november 1960) is een Nederlandse schrijver, dichter, zanger, presentator, acteur en muziekproducer.

## Carrière

### Muziek
De Leeuw is bekend geworden als zanger van de Tröckener Kecks. Hij heeft twintig jaar in deze groep gespeeld, tot en met 2001.
De Leeuw toerde vanaf februari 2004 met Jan Hautekiet aan de vleugel langs Vlaamse en Nederlandse theaters met een programma vol verhalen, gedichten en muziek. Van deze voorstelling verscheen in de zomer van 2004 een dvd, simpelweg Hautekiet & De Leeuw geheten.
In 2006 speelden Hautekiet en De Leeuw een lange reeks try-outs in Vlaanderen ter voorbereiding op hun tweede voorstelling, Het leven is nog nooit zo mooi geweest, die in het najaar van 2006 in première ging.
In 2007 gingen De Leeuw en Jan Hautekiet de studio in voor hun debuut-cd. Het resultaat, getiteld Waar, verscheen uiteindelijk in het najaar van 2008. Het nummer Karolien zegt, een vertaling van de Lou Reed-klassieker Caroline Says II, kreeg de goedkeuring van Reed zelf. De singles Het leven is nog nooit zo mooi geweest en Wat telt is de liefde werden bescheiden hits op de Vlaamse radio.
In de zomer van 2009 keerde De Leeuw terug naar de rockpodia. In België en Nederland werd een reeks festivaloptredens gespeeld, ondersteund door een band met naast Jan Hautekiet ook Marc Bonne op drums, Wladimir Geels op bas en Ruben Block op gitaar.
In december 2009 ging in een uitverkochte stadsschouwburg van Mechelen de derde voorstelling van Hautekiet en De Leeuw in première: Op drift!. Met Sylvia Kristel zong hij God trekt graag aan zijn havana, een vertaling van het Serge Gainsbourg-nummer Dieu est un fumeur de havanes.
In november 2011 startte met Jan Hautekiet een korte tournee door Vlaanderen en Nederland onder de titel De Leeuw zingt.
In de zomer van 2012 ging hij samen met de Belgische zanger Stijn Meuris op tournee langs de Vlaamse festivals onder de titel Meuris versus De Leeuw. In de begeleidingsband speelden Ron Reuman, Kris Delacourt, Axl Peleman en Jan Hautekiet.
Op 1 oktober 2013 ging in een uitverkochte De Brakke Grond zijn eerste solo-cd in première: Beter als. Het album werd door pers en publiek gezien als geslaagde comeback. De eerste single Hou me stevig vast was een bescheiden zomerhit in Vlaanderen.
In het voorjaar van 2014 speelde De Leeuw samen met Jan Hautekiet de Open Geest-tournee langs 20 psychiatrische instellingen in Vlaanderen. In oktober 2014 verscheen de cd De parels èn de zwijnen, met daarop twaalf eigenzinnige Nederlandstalige covers uit Nederland en Vlaanderen. Zo bewerkte hij onder meer Er staat een paard in de gang van André van Duin. De daaropvolgende tournee ging van start in een uitverkochte Philharmonie in zijn geboortestad Haarlem.
Zonder omweg is de vierde solo-cd van De Leeuw, en verscheen in het voorjaar van 2019. De singles We vieren, Kom dan naar mij en de titelsong Zonder omweg zijn radiohits in Nederland en Vlaanderen.
In het najaar van 2021 bracht hij de cd Lieg me de waarheid uit, met daarop de singles Bloedrode Maan, Laat Het Achter Je en de titelsong Lieg Me De Waarheid. Aansluitend speelt hij een tournee door het Nederlandse clubcircuit met Axl Peleman (bas), Jens Roelandt (drums), Jan Hautekiet (toetsen), Manu Huylebroeck (gitaar) en Roeland Vandemoortele (gitaar).

### Toneel
In 2000 speelde De Leeuw een van de hoofdrollen in de speelfilm De zee die denkt van Gert de Graaff.
In september 2004 maakte hij op het Festival van Vlaanderen zijn debuut als toneelacteur in de door Ruud Gielens geregisseerde voorstelling De tenen van God. Samen met Maja Ratkje en Hild Sofie Tafjord bracht hij een tekst van journaliste Anna Luyten.
Eind 2006 werkte hij voor de Koninklijke Vlaamse Schouwburg van Brussel mee aan het toneelstuk Singhet ende weset vro. De Leeuw zong in deze voorstelling onder andere Merck toch hoe sterck, O Kerstnacht, schoner dan de dagen van Joost van den Vondel en Vrienden, een bewerking van Children van Nick Cave. In oktober 2008 ging dit stuk op tournee door de Balkan en werd uitgevoerd in Zagreb, Sarajevo en Belgrado.
In 't Arsenaal te Mechelen ging in april 2011 het toneelstuk Tombe in première, waarin De Leeuw samen met Anna Vercammen en Joost Maaskant een stukgelopen relatie tot in de donkerste uithoeken verkende.
Samen met Tine Laureyns en Gène Bervoets schreef De Leeuw in 2018 de theatermonoloog Verbeter de wereld, over de relevantie van het gedachtegoed van Phil Bosmans. De première in Meeuwen-Gruitrode werd met gemengde gevoelens onthaald en leidde tot een kleine rel in de lokale pers. De tournee door Vlaanderen die volgde werd met veel bijval onthaald.
In 2019 schreef en speelde De Leeuw samen met conceptueel kunstenaar en tuin- en landschapsarchitect 'Sven unik-id' de voorstelling Bijzondere Ontwikkelingen, waarin ze op zoek gingen naar het verband tussen 'gekte' en creativiteit en naar het inspirerende verschil tussen 'normaal' en iets minder 'normaal'. De tournee voerde langs vijftien psychiatrische instellingen in Vlaanderen en werd georganiseerd door Te Gek!?.
In datzelfde jaar speelde De Leeuw samen met Jan Hautekiet en de filosoof Johan Braeckman de voorstelling Lou Reed – Rock & Roll Existentialisme.

### Televisie en radio
In 2006 presenteerde De Leeuw een eigen talkshow op Canvas, genaamd De Leeuw in Vlaanderen.
Voor de - inmiddels opgeheven - Nederlandse televisiezender Het Gesprek interviewde De Leeuw vanaf begin 2008 toonaangevende kopstukken uit de Nederlandse popmuziek. Henk Hofstede, Ad Vandenberg en vele anderen spraken vrijuit over leven en werk.
In 2013 presenteerde De Leeuw op dinsdagavond Closing Time - De Noorderlingen op de Vlaamse radiozender Radio 1. Daarin bracht hij 13 weken lang Nederlandstalige muziek uit zijn vaderland ten gehore. In het najaar van 2013 presenteerde De Leeuw voor VRT Radio 1 elke zondagmiddag zijn eigen radioprogramma, genaamd Het hol van De Leeuw. Vanaf september 2014 volgde hiervan een tweede reeks.
In 2022 startte De Leeuw bij Nieuwe feiten op VRT Radio 1 met de rubriek ‘het ontbreekwoord’. Daarin ging hij elke week op zoek naar woorden die in de Nederlandse taal nog niet bestonden. Enkele voorbeelden: ‘hamerglas’, ‘kapotverbeteren’, ‘einderzucht’, ‘overouderen’, ‘huicheljuichen’. Vanaf september 2024 werd hij bij deze rubriek vervangen door Wouter Deprez.

### Overige activiteiten
- Sinds het najaar van 2008 werkt De Leeuw voor het maandblad Zin aan een serie geschreven portretten van mensen als Simon Vinkenoog, Jan Siebelink, Nelleke Noordervliet, Jeroen Krabbé, Antjie Krog, Remco Campert, Jan Cremer en Orhan Pamuk.
- Nadat hij in 2005 de marathon van Berlijn met succes in zijn geheel liep, fietste De Leeuw op 2 april 2011 de volledige Ronde van Vlaanderen. In 2012 fietste hij voor het project Te Gek!? in de Pyreneeën de Aspin, Luz-Ardiden, de Tourmalet, de Col du Soulor en de Aubisque op en af.
- In de voor een Oscar genomineerde tekenfilm Van de kat geen kwaad leende hij zijn stem aan een van de hoofdrolspelers, gentleman-inbreker Nico.
- In 2015 presenteerde hij voor de eerste maal het muziekfestival [B-Classic] en reisde hij naar Nepal om drie mannen met jongdementie en hun partners te vergezellen op hun bergtocht door de Himalaya. In datzelfde jaar werd hij voorzitter van Het Ventiel, dat buddywerking organiseert rond mensen met jongdementie.
- De mannenstem in de HEMA-televisiereclamespotjes was lange tijd die van Rick de Leeuw. De vrouwenstem die van Anneke Blok.
- Sinds 2015 is De Leeuw regelmatig als voetbalanalist te gast bij de Belgische sportzender PlaySports.
- Van 2017 tot en met 2019 presenteerde hij het bluesfestival Blues Peer.

In 2017 kreeg hij van het ANV de Visser-Neerlandiaprijs voor zijn veelzijdige inzet op cultureel gebied, meestal op het terrein van de Nederlands-Vlaamse samenwerking, en zijn belangeloze inzet voor goede doelen in de samenleving. Ook wil het ANV met de prijs de rol van Rick de Leeuw als voorvechter van de Nederlandse taal belonen.

## Privé
De Leeuw woont sinds 2016 in Heks (Belgisch Limburg).

## Voorstellingen
- 2004: Hautekiet & De Leeuw (met Jan Hautekiet)
- 2004: De tenen van God (met Union Suspecte)
- 2006: Het leven is nog nooit zo mooi geweest (met Jan Hautekiet)
- 2006: Singhet ende weset vro (met KVS en Union Suspecte)
- 2009: Op drift! (met Jan Hautekiet)
- 2011: Tombe (met Union Suspecte)
- 2011: De Leeuw zingt (met Jan Hautekiet)
- 2012: Meuris versus De Leeuw (met Stijn Meuris en band)
- 2013: Beter als (met Jan Hautekiet en band)
- 2014: Open geest (met Jan Hautekiet)
- 2015: De parels èn de zwijnen (met Jan Hautekiet en band)
- 2017: Open geest XL (met o.a. Guy Swinnen, Annelies Brosens en Christophe Vekeman)
- 2019: Zonder Omweg, van Nu Of Nooit tot We Vieren (met Jan Hautekiet en band)
- 2019: Lou Reed: rock-'n-roll existentialisme (met Jan Hautekiet en Johan Braeckman)
- 2019: Bijzondere ontwikkelingen (met Sven Unik-id)

## Discografie

### Albums
| Album met eventuele hitnotering(en) in de Nederlandse Album Top 100 | Datum van verschijnen | Datum van binnenkomst | Hoogste positie | Aantal weken | Opmerkingen       |
| ------------------------------------------------------------------- | --------------------- | --------------------- | --------------- | ------------ | ----------------- |
| Waar                                                                | 2008                  | 13-09-2008            | 79              | 2            | met Jan Hautekiet |
| Beter als                                                           | 2013                  | 05-10-2013            | 22              | 2            |                   |
| De parels en de zwijnen                                             | 2014                  | 01-11-2014            | 99              | 1            |                   |
| Zonder omweg                                                        | 2019                  |                       |                 |              |                   |
| Lieg me de waarheid                                                 | 2021                  |                       |                 |              |                   |
| Het komt allemaal goed                                              | 2025                  |                       |                 |              |                   |

| Album met hitnotering(en) in de Vlaamse Ultratop 200 albums | Datum van verschijnen | Datum van binnenkomst | Hoogste positie | Aantal weken | Opmerkingen |
| ----------------------------------------------------------- | --------------------- | --------------------- | --------------- | ------------ | ----------- |
| Beter als                                                   | 2013                  | 05-10-2013            | 70              | 5            |             |
| De parels èn de zwijnen                                     | 2014                  | 01-11-2014            | 98              | 3            |             |

### Singles
| Single met eventuele hitnotering(en) in de Nederlandse Top 40 | Datum van verschijnen | Datum van binnenkomst | Hoogste positie | Aantal weken | Opmerkingen                             |
| ------------------------------------------------------------- | --------------------- | --------------------- | --------------- | ------------ | --------------------------------------- |
| Op een mooie Pinksterdag                                      | 1991                  | 09-11-1991            | tip6            | -            | met Jan Rot Nr. 41 in de Single Top 100 |

| Single met hitnotering(en) in de Vlaamse Ultratop 50 | Datum van verschijnen | Datum van binnenkomst | Hoogste positie | Aantal weken | Opmerkingen                                               |
| ---------------------------------------------------- | --------------------- | --------------------- | --------------- | ------------ | --------------------------------------------------------- |
| Hou me stevig vast                                   | 2013                  | 03-08-2013            | tip56           | -            |                                                           |
| Onze wilde wereld                                    | 2013                  | 02-11-2013            | tip68           | -            |                                                           |
| Mijn liefste                                         | 2014                  | 15-03-2014            | tip73           | -            |                                                           |
| Niet alleen                                          | 2014                  | 21-06-2014            | tip59           | -            | met Koen Buyse en Bart Schols Nr. 38 in de Vlaamse Top 50 |
| Ben ik te min                                        | 2015                  | 07-02-2015            | tip86           | -            | met Armand                                                |
| We vieren                                            | 2018                  | 30-06-2018            | tip             | -            |                                                           |
| Zonder omweg                                         | 2018                  | 13-10-2018            | tip             | -            |                                                           |

## Producer
Rick de Leeuw produceerde cd's van:
- The Scene (Rij rij rij, Blauw en Open)
- The Boondocks (Yucca en Bloed & rozen)
- Ernst Löw (Jongen toch)
- Pieter Bon (Tijd om op te staan en Alles moet anders)
- In 't Wild (Ogen vol vuur en Bijna thuis)
- Zinn (Stof & keien)
- Lucretia (Alles wat telt)
- dIET (Not for sale)